# RASGRP3
RASGRP3‏ (RAS guanyl releasing protein 3) هوَ بروتين يُشَفر بواسطة جين RASGRP3 في الإنسان.

## الوظيفة
تعمل أعضاء عائلة RAS الفرعية من GTPases في نقل الإشارة كمفاتيح مُنظَّمة بواسطة GTP/GDP، تتنقل بين حالات GDP الخاملة والنشطة المرتبطة بـ GTP. تعمل عوامل تبادل نوكليوتيدات الجوانين (GEFs)، مثل RASGRP3، كمنشطات RAS من خلال تعزيز اكتساب GTP للحفاظ على الحالة النشطة المرتبطة بـ GTP، وهي الرابط الرئيسي بين مستقبلات سطح الخلية وتنشيط RAS.

## الأهمية السريرية
لقد ثبت أن RASGRP3 يتفاعل مع PRKCD.